# Fortificacions de tipus Vauban
Les Fortificacions de tipus Vauban és una obra de Lleida declarada Bé Cultural d'Interès Nacional.

## Descripció
El turó de la Seu Vella està format per tres terrasses: la Roca Sobirana, on es troba la Suda, la Roca Mitjana, amb la Seu Vella, i la Roqueta que tanca el recinte actual. La porta principal a tot el recinte és la Porta del Lleó, al costat oest.
El sistema Vauban fa referència a una nova manera de construir les fortificacions, ideada pel marquès de Vauban, que neix com a resposta a l'aparició de l'artilleria. Aquestes construccions es caracteritzaven per la seva planta amb forma d'estrella i l'aparició de baluards. Malgrat que les obres que es van realitzar a partir del 1640 per enginyers francesos són molt primerenques per poder situar-les dins del sistema Vauban, ja apareixen alguns punts en comú fruit d'una tradició anterior. Els que si es poden considerar dins d'aquesta tipologia són les muralles i baluards de la Llengua de Serp, de la Reina, de Louvigny i la Punta de Diamant.
El baluard de la Llengua de Serp es troba en l'extrem sud-occidental del recinte murat i rep el seu nom pel seu traçat estret i allargat. En aquest indret hi havia el barri de la Suda, el qual es va destruir al 1710 per la construcció d'aquest baluard. La construcció finalitzà al 1730. La Punta de Diamant es troba al nord-oest i, juntament amb el baluard de la Llengua de Serp, domina la vall de la ciutat medieval de la Suda.
El baluard i la contraguàrdia de la Reina es troben a l'est, molt a prop de la Seu. Es va construir sobre els fonaments, cisternes i cellers del Palau Episcopal medieval. Té la característica forma de punta del sistema Vauban, igual que el baluard de Louvigny, situat al nord del turó. Aquest últim, anteriorment s'anomenava baluard de Cantelmo, però va ser destruït al 1707 i, quan es van fer les obres de restitució, van canviar el nom. Un túnel unia aquest baluard amb la plataforma inferior. Aquests dos baluards juntament amb el de l'Assumpció i el del Rei, formen els quatre extrems del sistema de fortificació francès. Tots ells van reforçar els seus murs amb troneres.

## Història
El turó de la Seu Vella va ser ocupat des d'antic tal com demostren les excavacions arqueològiques on s'han trobat restes romanes i andalusines. En època medieval es van construir unes muralles que tancaven el barri de la Suda i, a inicis del segle xvii, es va fer la falsa braga que protegia el flanc sud.
Durant la Guerra dels Segadors, Catalunya s'acollí a la protecció de França, i això farà que arribin enginyers francesos per reforçar les muralles d'aquest lloc estratègic. A partir de 1940 es va enderrocar tot el barri de la Suda i les construccions fora muralles més properes per convertir el turó en una ciutadella. Seguint un projecte de M. De Saint Pol, es va substituir l'antiga cortina de muralles per diferents baluards units entre si per trams de muralla: el baluard del Francès, el Punxegut, el del Rei i el de l'Assumpció. Entre 1644 i 1649 les obres foren represes pels governadors espanyols, i d'aquest moment són la contramuralla que envoltarà el Castell Reial i el baluard de Cantelmo, conegut posteriorment com el baluard de Louvigny. El recinte es va habilitar exclusivament com a fortí militar i es va construir un túnel que uní la Roqueta amb la Roca Mitjana.
Després de la caiguda de Lleida durant la Guerra de Successió, al 1707, la catedral es va tancar al culte i es van fer noves intervencions en el sistema defensiu del turó com la construcció del revellí de la Mitja Lluna, l'obertura del Portal de Bernats sota el baluard de l'Assumpció, l'obertura de troneres a tots els murs i la construcció de nous baluards: el de la Reina, el de Rodamilans o Punta de Diamant i, finalment, el de la Llengua de Serp.
La fortificació s'acabà de perfilar durant el segle xix amb la construcció d'alguns trams de muralla i, a partir del 1826, la Porta del Lleó es convertí en la nova entrada al recinte. Al segle xx, en el context de la Guerra Civil, es van fer algunes intervencions com la instal·lació de bateries antiaèries o la construcció d'un búnquer.